# Giovanni Niccolò Bandiera
Pour les articles homonymes, voir Bandiera.
Giovanni Niccolò Bandiera est un littérateur italien, frère aîné d'Alessandro.

## Œuvres
Membre de la Congrégation de l'Oratoire, il a laissé, entre autres ouvrages estimés :
- De Augustino Dato libri II, Rome, 1735, in-4°. C’est une vie du célèbre Agostino Dati, tirée en grande partie de ses ouvrages, et qui en contient un catalogue exact et raisonné.
- Trattato degli studj delle donne, opera d’un accademico intronato, Venise, 1740, in-8°. L’auteur, qui ne se nomma point, et se désigna seulement par le titre de l’académie de Sienne, dont il était membre, y emploie l’érudition et le raisonnement pour prouver que l’étude des arts, des lettres et même des sciences, convient aux femmes autant qu’aux hommes.